# Seinfeld (sezonul 8)
Seinfeld este un sitcom american, creat de Larry David și Jerry Seinfeld (care, în plus, joacă rolul principal).  Episodul pilot al serialului a fost transmis în 5 iulie 1989, serialul propriu-zis debutând în mai 1990.  Deși n-a avut succes imediat, popularitatea sa a crescut cu timpul, încetul cu încetul.  În 1992 - 1993, în sezonul al IV-lea, s-a aflat pentru prima dată în topul 25 al serialelor după audiență, pentru ca în sezonul 1994 - 1995 să ajungă pe locul întâi.  Când ultimul episod al serialului a fost transmis pe 14 martie 1998, a fost vizionat de 76 milioane de telespectatori. 

Sezonul 8 a avut premiera pe 26 septembrie 1996 și are 22 de episoade. 

## Lista de episoade
| №   | #  | Titlul                 | Regia              | Scenariul                               | Premiera           | Cod de producție | Audiență |
| --- | -- | ---------------------- | ------------------ | --------------------------------------- | ------------------ | ---------------- | -------- |
| 136 | 2  | „The Soul Mate”        | Andy Ackerman      | Peter Mehlman                           | 26 septembrie 1996 | 802              |          |
| 137 | 3  | „The Bizarro Jerry”    | Andy Ackerman      | David Mandel                            | 3 octombrie 1996   | 803              |          |
| 138 | 4  | „The Little Kicks”     | Andy Ackerman      | Spike Feresten                          | 10 octombrie 1996  | 804              |          |
| 139 | 5  | „The Package”          | Andy Ackerman      | Jennifer Crittenden                     | 17 octombrie 1996  | 805              |          |
| 140 | 6  | „The Fatigues”         | Andy Ackerman      | Gregg Kavet & Andy Robin                | 31 octombrie 1996  | 806              |          |
| 141 | 7  | „The Checks”           | Andy Ackerman      | Steve O'Donnell Tom Gammill & Max Pross | 7 noiembrie 1996   | 807              |          |
| 142 | 8  | „The Chicken Roaster”  | Andy Ackerman      | Alec Berg & Jeff Schaffer               | 14 noiembrie 1996  | 808              |          |
| 143 | 9  | „The Abstinence”       | Andy Ackerman      | Steve Koren                             | 21 noiembrie 1996  | 809              |          |
| 144 | 10 | „The Andrea Doria”     | Andy Ackerman      | Spike Feresten                          | 19 decembrie 1996  | 810              |          |
| 145 | 11 | „The Little Jerry”     | Andy Ackerman      | Jennifer Crittenden                     | 9 ianuarie 1997    | 811              |          |
| 146 | 12 | „The Money”            | Andy Ackerman      | Peter Mehlman                           | 16 ianuarie 1997   | 813              |          |
| 147 | 13 | „The Comeback”         | David Owen Trainor | Gregg Kavet & Andy Robin                | 30 ianuarie 1997   | 812              |          |
| 148 | 14 | „The Van Buren Boys”   | Andy Ackerman      | Darin Henry                             | 6 februarie 1997   | 814              |          |
| 149 | 15 | „The Susie”            | Andy Ackerman      | David Mandel                            | 13 februarie 1997  | 815              |          |
| 150 | 16 | „The Pothole”          | Andy Ackerman      | Steve O'Donnell and Dan O'Keefe         | 20 februarie 1997  | 816              |          |
| 151 | 17 | „The English Patient”  | Andy Ackerman      | Steve Koren                             | 13 martie 1997     | 817              |          |
| 152 | 18 | „The Nap”              | Andy Ackerman      | Gregg Kavet & Andy Robin                | 10 aprilie 1997    | 818              |          |
| 153 | 19 | „The Yada Yada”        | Andy Ackerman      | Peter Mehlman and Jill Franklyn         | 24 aprilie 1997    | 819              |          |
| 154 | 20 | „The Millennium”       | Andy Ackerman      | Jennifer Crittenden                     | 1 mai 1997         | 820              |          |
| 155 | 21 | „The Muffin Tops”      | Andy Ackerman      | Spike Feresten                          | 8 mai 1997         | 821              |          |
| 156 | 22 | „The Summer of George” | Andy Ackerman      | Alec Berg & Jeff Schaffer               | 15 mai 1997        | 822              |          |